# Dirka po Italiji 1937
Dirka po Italiji 1937 (italijansko Giro d'Italia 1937) je 25. izvedba dirke po Italiji, tritedenske moške cestne kolesarske etapne dirke. Začela se je 8. maja v Milanu in končala 30. maja v Milanu. Sodelovalo je 98 kolesarjev iz štirih ekip, sedmih združenj in privatnih kolesarjev. Rožnato majico je drugič osvojil Gino Bartali (Legnano), drugo mesto Giovanni Valetti, tretje pa Enrico Mollo (oba Fréjus).

## Ekipe
Klubi
- Bianchi
- Fréjus
- Ganna
- Legnano

Združenja
- Italiani All'Estero
- Bertoldo
- Il Littoriale
- S S. Parioli
- Belgi
- Svizzeri
- Tedeschi

## Etape
| Etapa | Datum   | Štart/Cilj                             | Razdalja    | Tip         | Tip                  | Zmagovalec              |             |
| ----- | ------- | -------------------------------------- | ----------- | ----------- | -------------------- | ----------------------- | ----------- |
| 1     | 8. maj  | Milano – Torino                        | 165 km      |             | ravninska etapa      | Nello Troggi (ITA)      |             |
| 2     | 9. maj  | Torino – Acqui Terme                   | 148 km      |             | ravninska etapa      | Quirico Bernacchi (ITA) |             |
| 3     | 10. maj | Acqui Terme – Genova                   | 158 km      |             | ravninska etapa      | Giovanni Valetti (ITA)  |             |
| 4     | 11. maj | Genova – Viareggio                     | 186 km      |             | gorska etapa         | Olimpio Bizzi (ITA)     |             |
| 5a    | 12. maj | Viareggio – Marina di Massa            | 60 km       |             | ekipni kronometer    | Legnano                 |             |
| 5b    | 12. maj | Marina di Massa – Livorno              | 114 km      |             | ravninska etapa      | Olimpio Bizzi (ITA)     |             |
|       | 13. maj | dan počitka                            | dan počitka | dan počitka | dan počitka          | dan počitka             | dan počitka |
| 6     | 14. maj | Livorno – Arezzo                       | 190 km      |             | ravninska etapa      | Giuseppe Olmo (ITA)     |             |
| 7     | 15. maj | Arezzo – Rieti                         | 206 km      |             | ravninska etapa      | Marco Cimatti (ITA)     |             |
| 8a    | 16. maj | Rieti – Monte Terminillo               | 20 km       |             | posamični kronometer | Gino Bartali (ITA)      |             |
| 8b    | 16. maj | Rieti – Rim                            | 152 km      |             | gorska etapa         | Raffaele Di Paco (ITA)  |             |
| 9     | 17. maj | Rim – Neapelj                          | 250 km      |             | ravninska etapa      | Learco Guerra (ITA)     |             |
|       | 18. maj | dan počitka                            | dan počitka | dan počitka | dan počitka          | dan počitka             | dan počitka |
| 10    | 19. maj | Neapelj – Foggia                       | 166 km      |             | gorska etapa         | Gino Bartali (ITA)      |             |
| 11a   | 20. maj | Foggia – San Severo                    | 186 km      |             | gorska etapa         | Walter Generati (ITA)   |             |
| 11b   | 20. maj | San Severo – Campobasso                | 105 km      |             | ravninska etapa      | Cesare Del Cancia (ITA) |             |
| 12    | 21. maj | Campobasso – Pescara                   | 258 km      |             | gorska etapa         | Marco Cimatti (ITA)     |             |
| 13    | 22. maj | Pescara – Ancona                       | 194 km      |             | ravninska etapa      | Aldo Bini (ITA)         |             |
| 14    | 23. maj | Ancona – Forlì                         | 178 km      |             | ravninska etapa      | Aldo Bini (ITA)         |             |
|       | 24. maj | dan počitka                            | dan počitka | dan počitka | dan počitka          | dan počitka             | dan počitka |
| 15    | 25. maj | Forlì – Vittorio Veneto                | 266 km      |             | ravninska etapa      | Glauco Servadei (ITA)   |             |
| 16    | 26. maj | Vittorio Veneto – Merano               | 227 km      |             | gorska etapa         | Gino Bartali (ITA)      |             |
| 17    | 27. maj | Merano – Gardone Riviera               | 190 km      |             | gorska etapa         | Gino Bartali (ITA)      |             |
|       | 28. maj | dan počitka                            | dan počitka | dan počitka | dan počitka          | dan počitka             | dan počitka |
| 18    | 29. maj | Gardone Riviera – San Pellegrino Terme | 129 km      |             | ravninska etapa      | Glauco Servadei (ITA)   |             |
| 19a   | 30. maj | San Pellegrino Terme – Como            | 151 km      |             | ravninska etapa      | Marco Cimatti (ITA)     |             |
| 19b   | 30. maj | Como – Milano                          | 141 km      |             | gorska etapa         | Aldo Bini (ITA)         |             |
|       | Skupaj  | Skupaj                                 | 3840 km     | 3840 km     | 3840 km              | 3840 km                 | 3840 km     |

## Razvrstitev po klasifikacijah
| Etapa  | Zmagovalec        | Rožnata majica ·  | Vodilni neodvisni kolesar           | Gorski seštevek              | Ekipno | Združenja     |
| ------ | ----------------- | ----------------- | ----------------------------------- | ---------------------------- | ------ | ------------- |
| 1      | Nello Troggi      | Nello Troggi      | Nello Troggi                        | brez                         | Fréjus | ?             |
| 2      | Quirico Bernacchi | Quirico Bernacchi | Quirico Bernacchi in Giovanni Gotti | brez                         | Fréjus | ?             |
| 3      | Giovanni Valetti  | Giovanni Valetti  | Quirico Bernacchi                   | brez                         | Fréjus | ?             |
| 4      | Olimpio Bizzi     | Giovanni Valetti  | Bernardo Rogora                     | Enrico Mollo                 | Fréjus | ?             |
| 5a     | Legnano           | Gino Bartali      | Alfons Deloor                       | Enrico Mollo                 | Fréjus | ?             |
| 5b     | Olimpio Bizzi     | Giovanni Valetti  | Luigi Barral                        | Enrico Mollo                 | Fréjus | ?             |
| 6      | Giuseppe Olmo     | Giovanni Valetti  | Luigi Barral                        | Enrico Mollo                 | Fréjus | Bertoldo      |
| 7      | Marco Cimatti     | Giovanni Valetti  | Luigi Barral                        | Enrico Mollo                 | Fréjus | Bertoldo      |
| 8a     | Gino Bartali      | Gino Bartali      | Luigi Barral                        | Enrico Mollo in Gino Bartali | Fréjus | Bertoldo      |
| 8b     | Raffaele Di Paco  | Gino Bartali      | Luigi Barral                        | Enrico Mollo                 | Fréjus | Bertoldo      |
| 9      | Learco Guerra     | Gino Bartali      | Luigi Barral                        | Enrico Mollo                 | Fréjus | Bertoldo      |
| 10     | Gino Bartali      | Gino Bartali      | Luigi Barral                        | Gino Bartali                 | Fréjus | Bertoldo      |
| 11a    | Walter Generati   | Gino Bartali      | Luigi Barral                        | Gino Bartali                 | Fréjus | Bertoldo      |
| 11b    | Cesare Del Cancia | Gino Bartali      | Edoardo Molinar                     | Gino Bartali                 | Fréjus | Bertoldo      |
| 12     | Marco Cimatti     | Gino Bartali      | Edoardo Molinar                     | Enrico Mollo in Luigi Barral | Fréjus | Bertoldo      |
| 13     | Aldo Bini         | Gino Bartali      | Luigi Barral                        | Enrico Mollo in Luigi Barral | Fréjus | Bertoldo      |
| 14     | Aldo Bini         | Gino Bartali      | Luigi Barral                        | Enrico Mollo in Luigi Barral | Fréjus | Il Littoriale |
| 15     | Glauco Servadei   | Gino Bartali      | Edoardo Molinar                     | Enrico Mollo in Luigi Barral | Fréjus | Il Littoriale |
| 16     | Gino Bartali      | Gino Bartali      | Edoardo Molinar                     | Enrico Mollo in Gino Bartali | Fréjus | Il Littoriale |
| 17     | Gino Bartali      | Gino Bartali      | Edoardo Molinar                     | Gino Bartali                 | Fréjus | Il Littoriale |
| 18     | Glauco Servadei   | Gino Bartali      | Edoardo Molinar                     | Gino Bartali                 | Fréjus | Il Littoriale |
| 19a    | Marco Cimatti     | Gino Bartali      | Edoardo Molinar                     | Gino Bartali                 | Fréjus | Il Littoriale |
| 19b    | Aldo Bini         | Gino Bartali      | Edoardo Molinar                     | Gino Bartali                 | Fréjus | Il Littoriale |
| Skupaj | Skupaj            | Gino Bartali      | Edoardo Molinar                     | Gino Bartali                 | Fréjus | Il Littoriale |

## Končna razvrstitev
|  | Predstavlja vodilnega v skupnem seštevku |

### Rožnata majica
| Poz. | Kolesar                 | Ekipa               | Čas          |
| ---- | ----------------------- | ------------------- | ------------ |
| 1    | Gino Bartali (ITA)      | Legnano             | 122h 25' 40" |
| 2    | Giovanni Valetti (ITA)  | Fréjus              | + 8' 18"     |
| 3    | Enrico Mollo (ITA)      | Fréjus              | + 17' 38"    |
| 4    | Severino Canavesi (ITA) | Ganna               | + 21' 38"    |
| 5    | Cesare Del Cancia (ITA) | Ganna               | + 23' 18"    |
| 6    | Walter Generati (ITA)   | Fréjus              | + 27' 28"    |
| 7    | Edoardo Molinar (ITA)   | —                   | + 30' 31"    |
| 8    | Bernardo Rogora (ITA)   | —                   | + 32' 07"    |
| 9    | Ambrogio Morelli (ITA)  | Italiani all'Estero | + 48' 22"    |
| 10   | Adriano Vignoli (ITA)   | —                   | + 55' 19"    |

### Razvrstitev neodvisnih kolesarjev
| Poz. | Kolesar                | Združenje           | Čas          |
| ---- | ---------------------- | ------------------- | ------------ |
| 1    | Edoardo Molinar (ITA)  | —                   | 122h 59' 41" |
| 2    | Bernardo Rogora (ITA)  | —                   | + 5' 07"     |
| 3    | Ambrogio Morelli (ITA) | Italiani all'Estero | + 14' 21"    |
| 4    | Adriano Vignoli (ITA)  | —                   | + 21' 18"    |
| 5    | Fausto Montesi (ITA)   | —                   | + 27' 04"    |
| 6    | Leo Amberg (SUI)       | —                   | + 30' 14"    |
| 7    | Luigi Barral (ITA)     | Bertoldo            | + 39' 49"    |
| 8    | Settimo Simonini (ITA) | Il Littoriale       | + 42' 44"    |
| 9    | Zoarino Guidi (ITA)    | Il Littoriale       | + 54' 59"    |
| 10   | Francesco Patti (ITA)  | —                   | + 1h 10' 09" |

### Gorski seštevek
| Poz. | Kolesar                 | Ekipa               | Točke |
| ---- | ----------------------- | ------------------- | ----- |
| 1    | Gino Bartali (ITA)      | Legnano             | 37    |
| 2    | Enrico Mollo (ITA)      | Fréjus              | 35    |
| 3    | Luigi Barral (ITA)      | Bertoldo            | 22    |
| 4    | Ezio Checchi (ITA)      | —                   | 9     |
| 5    | Adalino Mealli (ITA)    | Legnano             | 8     |
| 6    | Walter Generati (ITA)   | Fréjus              | 6     |
| 6    | Giovanni Valetti (ITA)  | Fréjus              | 6     |
| 8    | Marco Cimatti (ITA)     | Italiani all'Estero | 5     |
| 9    | Cesare Del Gancia (ITA) | Ganna               | 3     |
| 9    | Edoardo Molinar (ITA)   | —                   | 3     |

### Ekipna razvrstitev
| Poz. | Ekipa   | Točke        |
| ---- | ------- | ------------ |
| 1    | Fréjus  | 367h 50' 24" |
| 2    | Ganna   | + 1h 24' 24" |
| 3    | Legnano | + 2h 24' 58" |

### Razvrstitev združenj
| Poz. | Združenje           | Točke        |
| ---- | ------------------- | ------------ |
| 1    | Il Littoriale       | 370h 58' 04" |
| 2    | Italiani all'estero | + 21' 27"    |
| 3    | Bertoldo            | + 1h 05' 37" |
| 4    | Stranieri           | + 4h 10' 09" |